# Dennis Orcollo

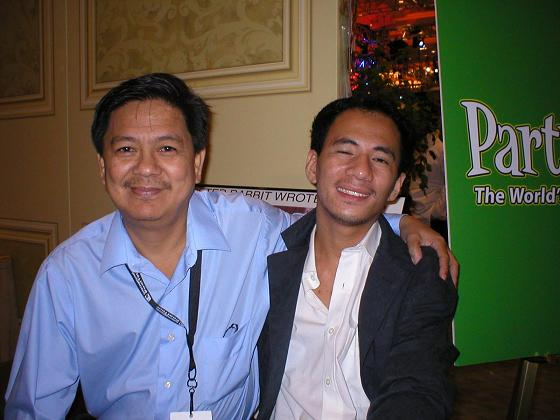
Orcollo (rechts) met landgenoot Jose Parica (2006)

Dennis Orcollo, ook wel Orcullo, (Bislig, 28 januari 1979) is een Filipijns pool-biljarter.
Orcollo heeft in de poolwereld de bijnamen Surigao en Robocop. Hij wordt ook wel de Philippines' Money-game King genoemd.

## Carrière-overzicht
Orcollo deed voor het eerst van zich spreken door een overwinning op het wereldkampioenschap 9-ball in 2002 op de Duitse titelverdediger Ralf Souquet. Hij bereikte de achtste finales. Hierin verloor hij echter van zijn landgenoot Efren Reyes.
In 2006 speelde Orcollo diverse toernooien in de Verenigde Staten. Hij won dat jaar vier toernooien: de US Bar Table Championships 8-Ball Division, de Reno Open, de Hard Times Billiards Summer Jamboree 9-Ball en de laatste editie van de World Pool League. Daarin won hij de finale door de Nederlander Niels Feijen te verslaan.
Begin februari 2010 bereikte Orcollo samen met zijn landgenoten Alcano, Van Corteza, Kiamco, Lining en Manalo de finale van het World Team Champions in Duitsland. Individueel won Orcollo het World Pool Masters Tournament door in de finale de Japanner Toru Kuribayashi te verslaan. Samen met landgenoot Roberto Gomez bereikte hij in september nog de finale van het World Cup of Pool. Daarin werd met 10-5 verloren van het Chinese koppel Fu Jian-bo en Li He-wen. Ook won hij in november een individuele gouden medaille op de Aziatische Spelen 2010 op het onderdeel nine-ball.
In februari 2011 won Orcollo het WPA wereldkampioenschap 9-ball door de Nederlander Niels Feijen in de finale met 10-3 te verslaan. Later dat jaar stond hij nog in de halve finale van het WPA wereldkampioenschap 9-ball. Daarin verloor hij echter van zijn landgenoot Ronnie Alcano. In november 2011 won Orcollo de gouden medaille op de Zuidoost-Aziatische Spelen op het onderdeel 8-ball.

## Gewonnen toernooien
- 2011 - Zuidoost Aziatische Spelen - 8-ball
- 2010 - Aziatische Spelen - Nine ball
- 2010 - San Miguel Octoberfest Nine-ball Open
- 2010 - World Pool Masters Tournament
- 2009 - Predator International Ten-ball
- 2008 - World Nine-ball Open
- 2007 - BCA Open Nine-ball Championship
- 2006 - World Pool League
- 2006 - US Bar Table Championship
- 2006 - Reno Nine-ball Open
- 2006 - Hard Times Billiards Summer Jamboree (9-ball)

## Overige prestaties
- World Straight Pool Championship 2007, 5e plek
- World Eight-ball Championship 2007, 2e plek